# Detroit Department of Street Railways

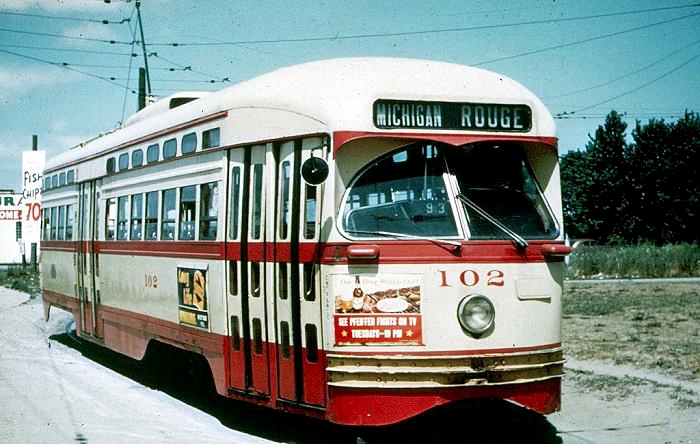
PCC-car op de MICHIGAN lijn, jaren 1950

Detroit Department of Street Railways (DSR) was een openbaarvervoerbedrijf in Detroit, in de Verenigde Staten.

## Voorgeschiedenis
Het exploiteren van openbaar vervoer in Detroit wordt gekenmerkt door een jarenlange strijd tussen voorstanders van private en gemeentelijke uitvoering van deze diensten.
Pas in 1901 werd een groot aantal kleine bedrijven samengesmeed tot de Detroit United Railway die het tot na de Eerste Wereldoorlog volhield. 
In 1920 richtte de gemeente haar eigen vervoersbedrijf op: de Detroit Department of Street Railways (DSR) en startte het bouwen van haar eigen tramlijnen, naast die van de private. Detroit was een van de eerste grote steden in de VS waar de gemeente het vervoerbedrijf in handen nam.
Detroit United kon de concurrentie een aantal jaren pareren maar door de betere organisatie van het gemeentelijk bedrijf moest DUR haar activiteiten in 1922 aan de gemeente overdoen.

## Trammaterieel in 1922
Ten tijde van de oprichting van DSR heeft dit bedrijf de volgende trams – in totaal 1389 - van Detroit United Railway overgenomen:
- 250 Birney Cars
- 571 houten 4-assige trammotorwagens
- 126 stalen 4-assige trammotorwagens
- 219 4-assige aanhangwagens
- 173 houten 2-assige trammotorwagens
- 50 Peter Witt Cars
- 3 ‘Articulated Trains’

## Detroit
Al voor de Tweede Wereldoorlog verkreeg de directie van DSR toestemming 500 kleine bussen te kopen. Dit was de eerste stap op weg naar beëindiging van tramexploitatie, maar in diezelfde tijd oriënteerde het bedrijf zich in Brooklyn op de PCC-car. 
Het bezoek aan Brooklyn had een dubbelzinnige uitkomst. De rapporteurs waren over de PCC zeer te spreken maar adviseerden toch negatief ten aanzien van een eventuele aanschaf. Dit was vooral ingegeven door angst van de directie voor de tramvakbond die fel tegen eenmansexploitatie was.
In 1940 verbeterde DSR 25 Peter Witt Cars in een poging te weten te komen of de tramexploitatie zo verbeterd kon worden. De motoren werden versterkt, er werd een iets moderner uiterlijk aan de wagens gegeven, maar het was geen succes. De wagens konden de snelheid die door de zwaardere motoren kon worden behaald niet rijden omdat de remmen niet waren verbeterd.
Na de Tweede Wereldoorlog bekeerde Detroit zich pas tot de PCC.

## Opheffingstijd na deTweede Wereldoorlog
Aan het eind van de Tweede Wereldoorlog, in augustus 1945, bezat DRS 125 stalen 4-assige trammotorwagens; de 3 ‘Articulated Trains’; 779 Peter Witt Cars en volgden in die maand de eerste 2 PCC-cars.
Het trammaterieel en de toestand van de bovenleiding en de rails waren aan groot onderhoud toe. In de oorlogstijd was er niets aan gedaan en de trams kwamen door het voortdurende gebruik nauwelijks voor onderhoud in de remise.
Het tramnet had op dat moment een lengte van 426 mijl – het hoogtepunt was in 1930 geweest met een lengte van 533 mijl – en de offertes voor nieuwe bussen werden bijna dagelijks op het hoofdbureau van DRS bezorgd.
De publieke opinie begon zich tegen de tram te keren en de busfabrikanten roken dit.
Het totale tramnet moderniseren zou, in vergelijking met opheffen en vervangen door bussen, een vermogen hebben gekost. Deze kosten werden geraamd op een 600% duurdere investering. Een afweging zoals men die vandaag de dag tussen tram en bus zou kunnen maken, was in die tijd rationeel en emotioneel niet mogelijk. Alles wat rubber banden had was nog heiliger dan in onze tijd.

## De Presidents' Conference Committee-Car (PCC-car)

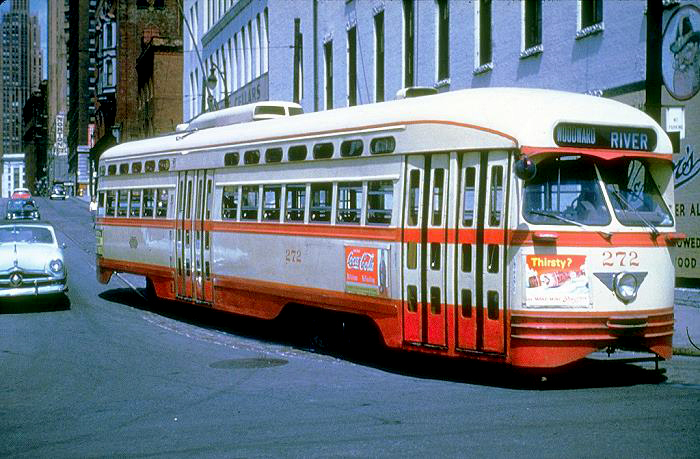
PCC Car op de WOODWARD lijn, 1953

In augustus 1945 kocht DSR haar eerste twee PCC-cars en nam een optie op 78 wagens meer.
Het betrof een order die door de St. Louis Car Co. werd gebouwd. De wagens werden 100–101 genummerd. De 78 daarop volgende wagens kwamen in 1947 (102–180) en de hele WOODWARD – lijn werd met deze wagens gemoderniseerd.
Dit was in Detroit de zwaarste tramlijn en na de modernisering werden winsten van $95.000 per maand op deze lijn gegenereerd.
De wagens werden hoofdzakelijk wit geschilderd met twee aantrekkelijke rode banden langs de zijkanten. In 1949 wilde DSR de WOODWARD – lijn met PCC’s uitrusten die in dubbeltractie konden rijden. Dit ging uiteindelijk niet door. In mei 1949 werd een order geplaatst voor 106 nieuwe PCC-cars (prijs: $30.440 per stuk). Deze werden in het najaar van 1949 in dienst gesteld op de lijnen: MICHIGAN, GRATIOT en JEFFERSON.
Deze PCC-serie was er een van het laatste ontwerp en lijkt het meest op de Chicago order uit die tijd. Het waren de langste PCC-cars die ooit gebouwd zijn.
Al in 1950 keurde de gemeenteraad van Detroit het plan van DSR goed om twee tramlijnen op te heffen als men erin slaagde 100 van de PCC’s te verkopen.
In 1954 bracht het vervoerbedrijf van Mexico City een bod uit op deze PCC-cars voor $6000 per stuk.
Anderzijds werd door DSR gesteld dat de WOODWARD – lijn nog zeker 15 jaar in dienst zou blijven met de nog nieuwe PCC-cars.
Dit chaotische beleid tekende dit bedrijf. In 1956 werd de laatste tramlijn opgegeven.
Uiteindelijk werden alle PCC-cars aan Mexico voor nog lagere prijzen verkocht omdat de Kansas City Public Service Co., die ook van zijn PCC-cars af wilde, een nog lagere prijs had gevraagd.

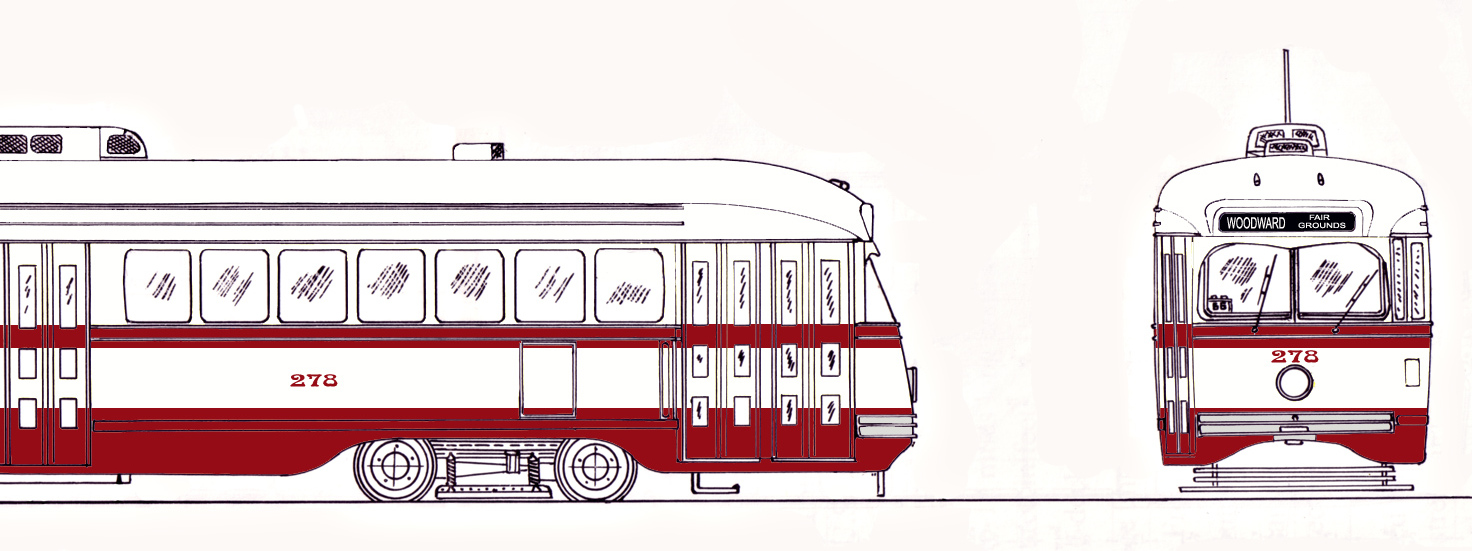
Kleurenschema Detroit

## Trams naar de Ford fabriek
Tijdens de driedaagse dienstwisselingen in de enorme Ford River Rouge fabriek, waar op het hoogtepunt – rond 1930 – 100.000 arbeiders werkten, werden vele ritten gereden vanaf de fabriek naar de eindpunten in stadswijken waar de meeste Ford-arbeiders woonden.
Bij de fabriek waren drie grote eindpunten gebouwd, één aan de westkant – de Schaefer Loop - en twee aan de oostkant – de Miller Rd. South en North Loops -, die met voetgangersbruggen konden worden bereikt. Op de bruggen waren kleine loketten gebouwd waar de passagiers van tevoren hun kaartje kochten.
Zo vertrokken in één uur tijdens een normale dienstwisseling 165 trams, waarvan vele bestonden uit een stalen motorwagen uit de 3000 serie en een aanhangwagen uit de 5000 series die 200 passagiers konden vervoeren:
- 44 trams vanaf de Schaefer Loop
  - 17 naar de Michigan lijn
  - 9 naar de Crosstown lijn en
  - 18 naar de Oakman lijn
- 121 trams vanaf de Miller Loops
  - 53 naar de Michigan lijn
  - 2 naar de Clairmont lijn
  - 11 naar de Oakman lijn
  - 10 naar de Fort lijn
  - 42 naar de Baker lijn en
  - 3 over de Grand Belt

Er van uitgaande dat meer dan de helft van de capaciteit bestond uit een combinatie van motor- en bijwagen (capaciteit 200 passagiers) en de rest uit Peter Wit Cars (capaciteit 100 passagiers) werden zo in een uur 15.000 passagiers aan- en 15.000 afgevoerd.

## Verkeerde keuzes
De beslissing bijna nieuw materiaal te verkopen en verkeerde keuzes te maken kwam in deze stad vaker voor.
Na de oprichting van de DSR werden in 1922 bijvoorbeeld 250 Birney Cars gekocht die veel te klein voor de vervoersbehoefte waren. Pas daarna bestelde men 781 Peter Witt Cars, wat wel een rationele keus was. 
De bijna nieuwe Birneys werden weer met verlies verkocht.
In 1924 werd – als experiment – een unieke dubbelgelede tram aangeschaft die de enorme vervoersvraag tijdens personeelswisseling in de autofabrieken aan moest kunnen. Deze 123 voet lange wagen kon 350 passagiers vervoeren. Eenmaal volgeladen haalde zij door een te lage trekkracht van de motoren met grote moeite 25 mijl per uur.
In de depressie van de jaren 1930 moest DSR al vele tramlijnen opheffen omdat het luxeproduct dat een auto toen was veel minder werd gekocht. Als consequentie steeg de werkloosheid.
Daarnaast was DSR door de gemeente verplicht tramlijnen aan te leggen indien de gemeente zou groeien. Dat was werkelijk het geval door annexatie van vele omliggende gemeenten die steeds verder van het stadscentrum kwamen te liggen. De tramlijnen daarheen waren verliesgevend.
2200 bussen werden in deze door automobielfabrieken – onder andere Cadillac, Ford, Chrysler en Buick hadden er fabrieken - gedomineerde stad aangeschaft. Door het enorme vervoer in de Tweede Wereldoorlog waren deze bussen volledig versleten en het feit dat er veel nieuwe gekocht moesten worden, verhinderde adequate investeringen in het railvervoer.
Detroit, een van Amerika’s \uitgebreidste steden, had in 1950 nog een bevolking van 2.000.000. Dat dit in het jaar 2000 tot onder de 900.000 was gezakt, was vooral te danken aan het totaal ontbreken van ruimtelijke ordening en planning. Downtown werd een spookstad en deze situatie is niet geschikt om een bloeiend vervoerbedrijf te exploiteren.

## Lijnnummersystematiek
In Detroit werden meestal geen lijnnummers gebruikt. De lijnfilmkast toonde alleen de eindbestemming in letters, bijvoorbeeld WOODWARD/RIVER. De Peter Witt trams konden wel lijnnummers tonen; de PCC-cars niet.
Sinds 1924 mocht DRS lijnnummers op haar trams voeren ter identificatie van de juiste lijn. Omdat in Detroit door de jaren heen weinig wijzigingen waren in het verloop van de lijnen had het vanaf het begin weinig zin dit te doen. Na enkele jaren verdween het gebruik alweer en op de PCC-cars was in de bestemmingsaanduiding van het begin af aan geen mogelijkheid lijnnummers te voeren.
In 1925 werd het volgende onderscheiden:
- 1	voor Charlevoix-Buchanan
- 2	voor Woodward
- 3	voor Grand Belt (grote ringlijn)
- 4	voor Jefferson
- 5	voor Crosstown
- 6 	voor Baker
- 7	voor Clairmount-St. Jean
- 8	voor 14th Street
- 9	voor Northwest Belt (noordwestelijke ringlijn, ook bekend als Oakman)
- 10	voor Fort
- 11	voor Davison
- 12	voor Gratiot
- 13	voor Mt. Elliot
- 14	voor Grand River
- 15	voor Scotten
- 16	voor Hamilton
- 17	voor Clay
- 18	voor Michigan
- 19	voor van Dyke
- 20	voor Trumbull
- 22	voor Oakland
- 24	voor Kercheval
- 26	voor Brush
- 28	voor Harper
- 30 	voor Depot
- 32	voor Mack
- 34	voor Woodmere
- 36	voor Myrtle

Het systeem was zodanig opgezet dat alle lijnen met een even nummer naar het stadscentrum reden.
Voor het overzicht zijn de lijnnummers gebruikt om op de kaart het verloop van de lijnen te kunnen onderscheiden.